# Careysburg
Careysburg är en stad i Liberia. Den ligger i Montserrado County, i den västra delen av landet, 30 km öster om huvudstaden Monrovia.